# Munkácsy Mihály Gimnázium
A Munkácsy Mihály Gimnázium Kaposvár egyik leghíresebb és legnagyobb középiskolája.

## Rövid története
Kaposváron, 1918. szeptember 8-án nyitotta meg először kapuit a gimnázium elődjének számító Egyesületi Leányközépiskola. 1925 decemberében avatták fel az első épületrészt. Ez ma már a Tanítóképző Főiskola részét képezi (Bajcsy-Zsilinszky utca 8.). A második világháború alatt az iskola hadikórházként működött (1944. december – 1945. február).
1948-ban államosították az iskolát, és az Állami Általános Leánygimnázium nevet kapta. 1950-ben lett a neve Munkácsy Mihály Leánygimnázium. 1962–1963 során felépült az az épületegyüttes, amely ma az iskolát képezi. Ebben a tanévben már fiú tanulók is jártak a gimnáziumba. 1966-ban már egészségügyi szakközépiskolaként is működött. 1987-ben adták át az épület új szárnyát (gyakorlótermek, könyvtár- és olvasóterem), így a közel 1000 tanuló jobban el tudott férni.
Az 1992–1993-as tanévben indult először a hatosztályos képzés a 7-es diákok számára. 1993–1994-től idegenforgalmi és humán szak indult. 2000-ben az ötéves francia kéttannyelvű szak, 2002-ben szintén ötéves angol kéttannyelvű és élsportolók számára létrehozott osztály indult. 2007-ben a tervek szerint megkezdődött az iskola átépítése.

## Érdekességek

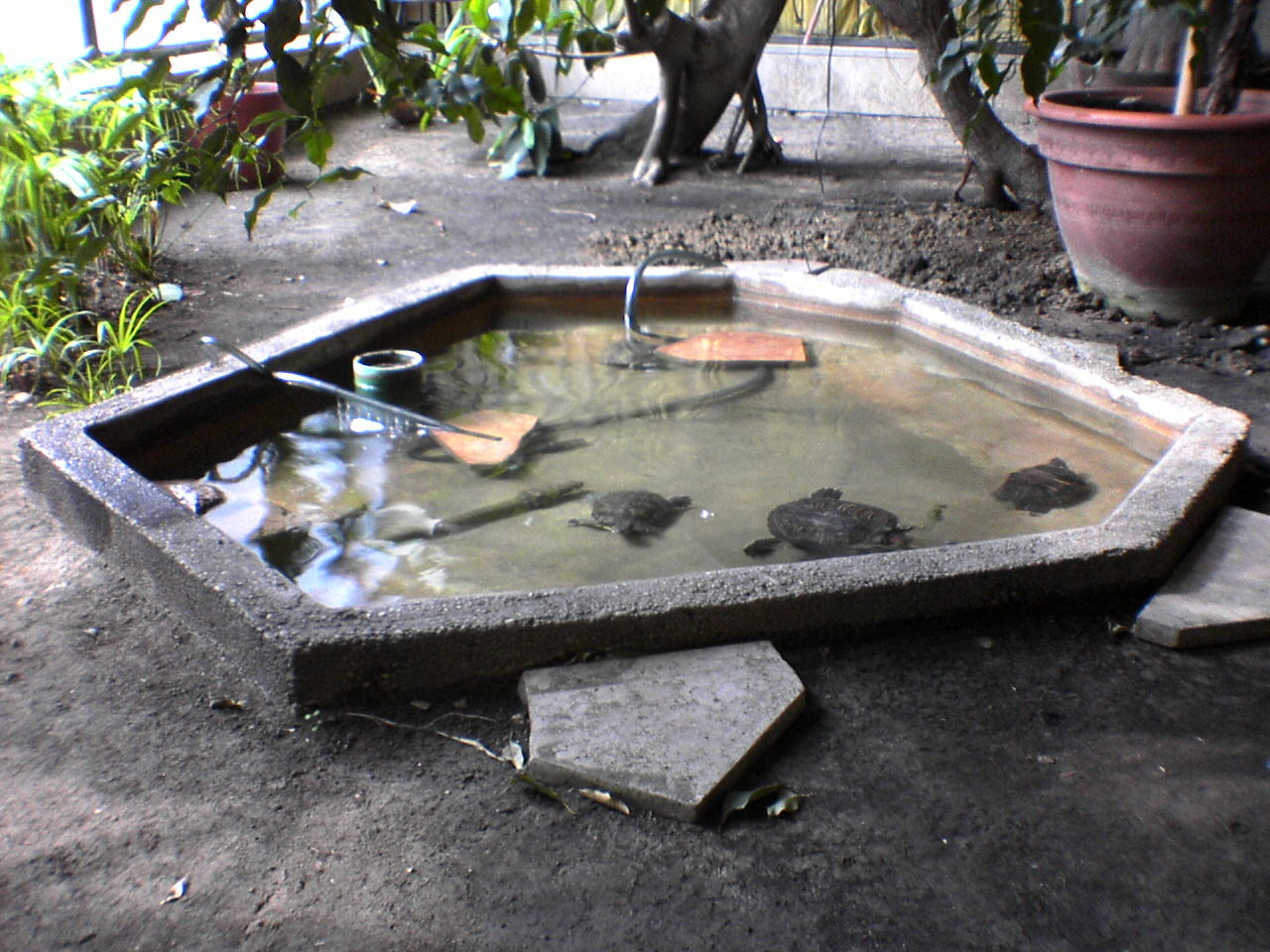
Télikert ékszerteknősökkel

- Az iskola udvarán található egy szobor, mely két diákot ábrázol (Csikós Nagy Márton és Trischler Ferenc alkotásai).
- Az iskola aulájának végén található egy télikert, közepén medencével, melyben ékszerteknősök találhatók.
- Az intézményben rendezik meg már több évtizede a Lóczy Lajos Országos Földrajzverseny döntőjét, hagyományosan az érettségi 1. hetének végén.
- A gimnázium tőszomszédságában található a Berzsenyi Dániel Általános Iskola, valamint a gyönyörű Berzsenyi park.
- Ebben az intézményben végzett a Pécsi Tudományegyetem virológus professzora, Jakab Ferenc, akit a COVID-19 világjárvány során Orbán Viktor miniszterelnök kinevezett a magyar Koronavírus-kutató Akciócsoport vezetőjének.[1]

## Elérhetőségek
- Cím: 7400 Kaposvár, Kossuth Lajos u. 48.
- Igazgató, titkárság: 06-82/510-133
- Gazdasági vezető: 06-82/410-234
- Porta: 06-82/510-132, 06-82/512-915, 06-82/512-916
- E-mail: titkar@munkacsykaposvar.hu
- Honlap: www.mmgsz.edu.hu